# فهرست آدریان مسنجر
فهرست آدریان مسنجر (انگلیسی: The List of Adrian Messenger) فیلمی در ژانر جنایی به کارگردانی جان هیوستون است که در سال ۱۹۶۳ منتشر شد.

## بازیگران
- کرک داگلاس
- جرج سی. اسکات
- هربرت مارشال
- جان هیوستون
- مارسل دالیو
- گلادیس کوپر
- تونی کرتیس
- برت لنکستر
- فرانک سیناترا
- رابرت میچام